# Всеукраїнське об'єднання «Батьківщина»
Всеукраї́нське об'є́днання «Батьківщи́на» — українська політична партія центристського спрямування, яку очолює народний депутат України Юлія Тимошенко, колишній прем'єр-міністр України.
Вперше представлена у Верховній раді 2002 року[⇨], з 2008 року — член наглядової ради Європейської народної партії[⇨]. У 2012 році партія провела виборчу кампанію під назвою "Об'єднана опозиція «Батьківщина» з керівником Фронту Змін Арсенієм Яценюком на чолі[⇨].
15 червня 2013 року партії Фронт Змін та Реформи та Порядок увійшли у партію «Батьківщина». На парламентські вибори 2014 року до першої п'ятірки партія включила Надію Савченко, Юлію Тимошенко, Ігоря Луценка, Сергія Соболєва та Альону Шкрум.
На дострокових парламентських виборах 2019 року «Батьківщина» уклала політичний союз із партією «Основа» Сергія Тарути та ексголовою СБУ Валентином Наливайченком. До першої п'ятірки списку увійшли Юлія Тимошенко, Сергій Тарута, Валентин Наливайченко, Сергій Соболєв та Олена Кондратюк. У Верховній Раді України IX скликання партія представлена 25 депутатами[⇨].

## Ідеологія
Партія декларує поєднання національних, демократичних, християнських цінностей, реформаторства, патріотизму, державної солідарності, прав і свобод громадян, побудову конкурентоспроможної держави європейського типу. Виступає за збільшення ролі держави в економіці: жорсткіший контроль над НБУ та монетарною політикою, мораторій на продаж земель сільськогосподарського призначення. Водночас критики відзначають чимало популістських обіцянок у програмі партії та відсутність прикладів конкретних механізмів, за рахунок яких можна збільшити державні витрати для підвищення соціальних виплат. Згідно зі Статутом партії головним обов'язком політичної сили є захист інтересів українського народу в його боротьбі за незалежність України.
У період передвиборчих кампаній у 2006–2007 роках програма партії була соціально спрямована, значна увага приділялася ліберальній та націоналістичній ідеології, були посилання на демократичні цінності та відсутні на комуністичні, мала ознаки соціал-демократії. У 2020 році партія голосувала за мораторій на продаж сільськогосподарської землі, виступала за підтримку малих фермерських господарств та за зниження тарифів на комунальні послуги.

## Структура
Найвищий керівний орган первинної організації — загальні збори (конференція).

Територіальні партійні організації — це районні, районні в містах, міські (міст обласного значення), Кримська республіканська, обласні, Київська міська партійна організація та Севастопольська міська організація. Їх статутні органи обираються делегатами на загальних зборах.

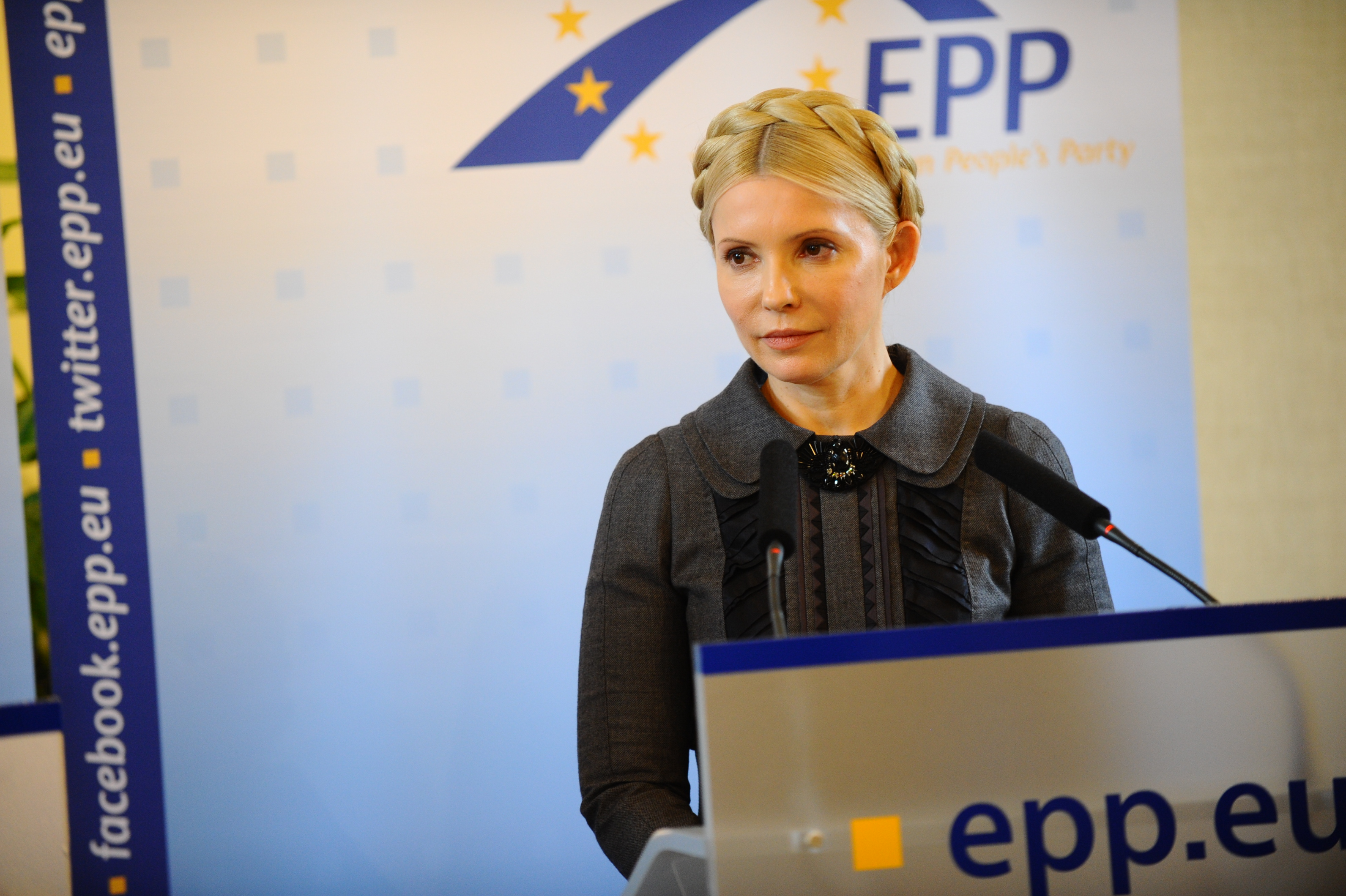
Тимошенко на з'їзді Європейської народної партії в Бельгії 24 березня 2011 року

Президія Політичної ради партії — керівний орган партії у період між засіданнями Політичної ради, обирається останньою, терміном на два роки. До її складу входять Голова партії, який очолює Президію, заступники Голови партії, керівник Виконавчого секретаріату та інші члени Політичної ради. Кількісний склад Президії визначає Політрада.

## Фінансування
За даними громадського руху «Чесно», у 2021–2024 роках партія отримала понад 13 мільйонів гривень приватних пожертв, ставши найбагатшою парламентською партією за сумою внесків. Частина внесків, за інформацією розслідування, надходила від осіб, пов’язаних із партійною структурою, депутатами або їхніми помічниками.
Значну частину коштів було переказано Вінницьким обласним осередком партії, який, як зазначається в публікації, отримував внески від працівників підприємств, пов’язаних із народним депутатом Олегом Мейдичем. У Волинській області журналісти повідомляли про випадки внесків пенсіонерів, які, за їхніми словами, не могли підтвердити здійснення платежів. Подібні випадки були виявлені й в інших регіонах, зокрема в Івано-Франківській та Закарпатській областях.
Окрім приватних внесків, партія отримувала державне фінансування. Кошти, згідно з аналізом, спрямовувалися насамперед на центральний офіс, а регіональні осередки залучали приватних донорів. Національне агентство з питань запобігання корупції (НАЗК) у звітах фіксувало порушення, пов’язані з пожертвами від осіб, які одночасно мали господарські відносини з державними установами, що суперечило законодавству.

## Критика
На думку критиків, партія має ознаки персоналістської структури, що концентрується навколо її лідерки Юлії Тимошенко. Її звинувачували у непослідовній політиці, політичних союзах із ідеологічно відмінними силами (наприклад, у співпраці з Партією регіонів), а також ухиленні від відповідальності за рішення уряду. Серед зауважень були також низька дисципліна фракції, кнопкодавство, відсутність лідерки на засіданнях парламенту та звинувачення у популізмі.
За період 2022–2023 років «Батьківщина» витратила з державного бюджету понад 200 млн грн, значну частину яких отримали пов’язані із партією особи. Як зазначає рух «Чесно», кошти переказувалися на рахунки новостворених ФОПів, зокрема колишніх працівників партії, помічників депутатів або активістів «Батьківщини молодої». Також йдеться про виплати за оренду та юридичні послуги компаніям, які, за даними журналістів, мали зв’язок із керівництвом партії або з адвокатом Юлії Тимошенко.
Тимошенко критикують за підписання газових угод 2009 року, відсутність публічної реакції на вторгнення Росії до Грузії в 2008 році та за спроби змінити Конституцію України шляхом референдуму, що, на думку журналістів, створювало ризики узурпації влади. Медіа «Тексти» повідомляло про звинувачення у підкупі виборців.
22 липня 2025 року партія переважною більшістю (з 25 депутатів 15 за, 9 відсутні, 1 не голосувала) проголосувала за проєкт закону 12414, що обмежує Національне антикорупційне бюро України та Спеціалізовану антикорупційну прокуратуру. Закон викликав хвилю загальноукраїнських антикорупційних протестів.

## Історія

### Створення
У 1995 році було засновано Всеукраїнську громадську організацію «Союз миролюбних сил «Батьківщина», під керівництвом ректора ДНУ Володимира Пріснякова, котру, на установчому з'їзді, 9 липня 1999 року, було перетворено на політичну партію. Зареєстрована Міністерством юстиції України 16 вересня 1999 року. На ІІ з'їзді 18 грудня 1999 року головою партії обрали Юлію Тимошенко.
Після призначення Тимошенко віцепрем'єром в уряді Віктора Ющенка, партія вважалась провладною, її керівники брали участь у парламентській коаліції 2000 року (кардинальна зміна керівництва Верховної Ради). Проте, після арешту Тимошенко, в лютому 2001 року, партія стала опозиційною і приєдналася до акції «Україна без Кучми» та брала участь у створенні Комітету національного порятунку.

### Парламентські вибори 2002
На виборах 2002 року партія стала основою Блоку Юлії Тимошенко, до якого також увійшли Українська республіканська партія «Собор» і Українська соціал-демократична партія. 15 грудня 2001 року до них приєдналась Українська консервативна республіканська партія під керівництвом Степана Хмари. БЮТ отримав 22 мандата (7,24 % голосів), зайнявши 4-те місце.

### Президентські вибори 2004
На президентських виборах 2004 року партія підтримала Віктора Ющенка, а її активісти брали участь у Помаранчевій революції. Після інавгурації Ющенка Юлію Тимошенко призначили прем'єр-міністром, а Олександра Турчинова головою СБУ, однак жодного міністерського портфеля партія не отримала. Після відставки уряду Тимошенко партія перейшла до опозиції.

### Парламентські вибори 2006
У парламентських виборах 2006 року «Батьківщина» знову брала участь у складі Блоку Юлії Тимошенко, який отримав 129 мандатів (22,29 % голосів), зайнявши 2-е місце. У Верховній Раді була створена Коаліція демократичних сил у складі Блоку Юлії Тимошенко, блоку «Наша Україна» та Соціалістичної партії України. Кандидатом у прем'єри від коаліції була Юлія Тимошенко, проте об'єднання розвалилося, тому що СПУ та НУ не змогли узгодити кандидатуру спікера. В результаті нову парламентську більшість (Антикризова коаліція) створили Партія регіонів, СПУ та КПУ, а БЮТ знову перейшов в опозицію.

### Парламентські вибори 2007
У дострокових парламентських виборах 2007 року партія отримала 156 мандатів (30,71 % голосів), зайнявши 2-г місце. У ВРУ сформували Коаліцію демократичних сил фракцій БЮТ та НУ-НС, яка запропонувала президенту на пост прем'єр-міністра кандидатуру Тимошенко, її було затверджено на цій посаді.
У лютому 2008 року партію прийнято як спостерігача до Європейської народної партії (ЄНП), найбільшої партійного об'єднання Європи, яке є союзом центристських та християнсько-демократичних партій.
У 2009 році партія висунула Тимошенко кандидатом в президенти, а після її поразки на виборах парламентська коаліція припинила своє існування. А вже в 3 березня 2010 Кабмін Тимошенко відправили у відставку. У парламенті була створена коаліція «Стабільність і реформи», до якої увійшли і окремі депутати від БЮТ. Тимошенко оголосила про проведення «великої чистки» в партії.

### «Об'єднана опозиція»

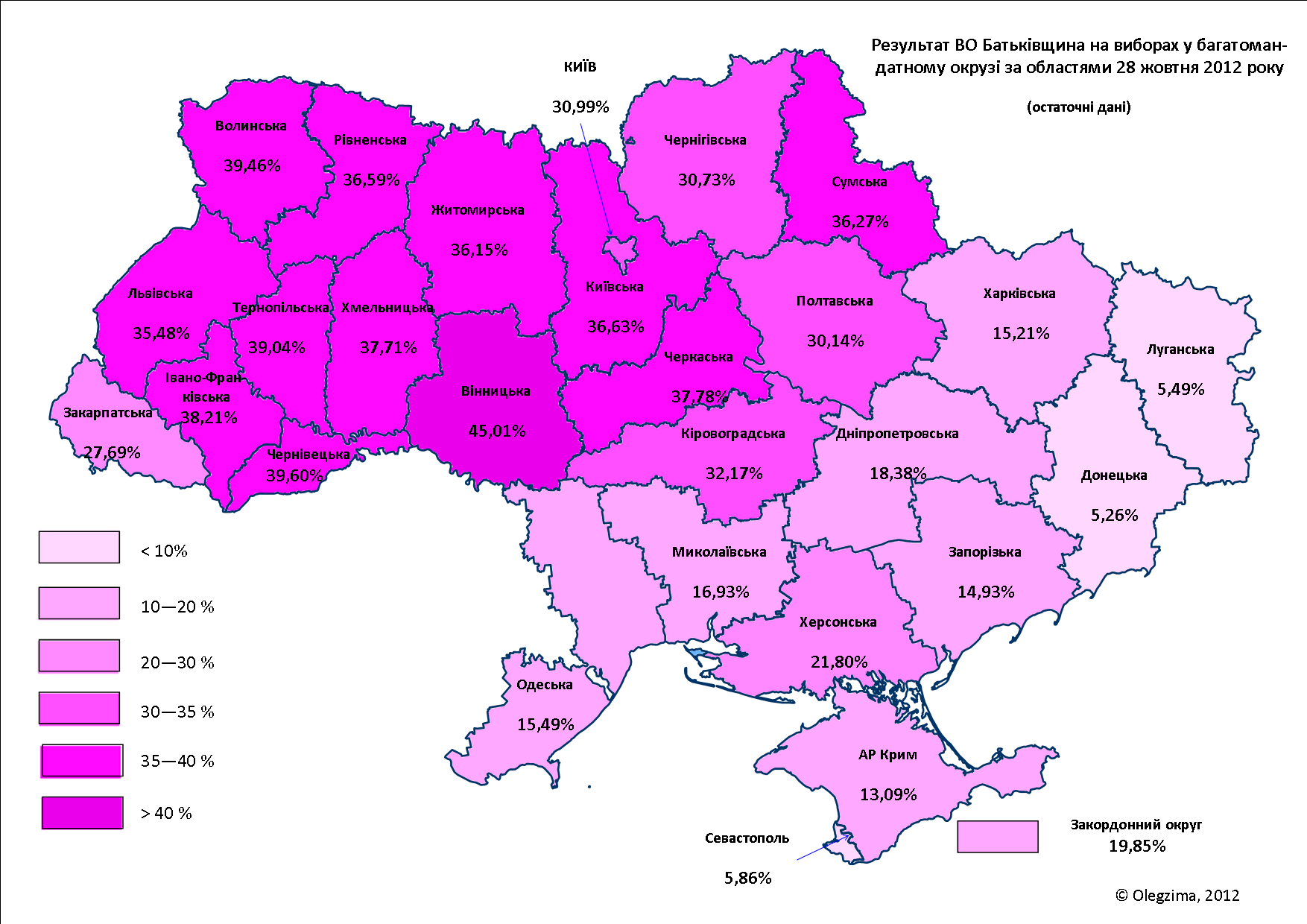
Результати виборів 2012 року

У листопаді 2011 року участь блоків політичних партій у парламентських виборах була заборонена. У грудні 2011 року партія «Народна самооборона» об'єдналась з «Батьківщиною».
У березні 2012 року «Батьківщина», партія «Реформи і порядок» і Народний рух України оголосили, що висунуть єдиний партійний список на парламентських виборах 2012 року. У квітні керівник партії «Фронт Змін» Арсеній Яценюк також оголосив про приєднання.
В результаті до «Батьківщини» під назвою «Об'єднана опозиція „Батьківщина“» увійшли партії «Реформи і порядок», Народний рух України, «Фронт змін», «За Україну!», «Народна самооборона», «Громадянська позиція», Соціально-християнської партії та Меджлісу кримськотатарського народу. Список очолив керівник «Фронту змін» Яценюк, оскільки Тимошенко перебувала в тюрмі.
В результаті «Об'єднана опозиція» отримала 62 місця в парламенті (25,55 % голосів) за пропорційною системою і ще 39 з мажоритарних округів. Всього 101 місце (22,67 %) з 450. 12 грудня 2012 року Олександр та Андрій Табалови (батько й син), яких обрали до парламенту від «Фронту змін», не приєдналися до фракції «Батьківщина». Лідером фракції обраний Яценюк.
15 червня 2013 року Тимошенко переобрали головою партії. Головою політради обрано Яценюка. Тоді ж відбулося злиття «Фронту змін» та партії Реформи та порядок шляхом самоліквідації.
29 березня 2014 року Тимошенко стала кандидатом на посаду президента від «Батьківщини».

### Парламентські вибори 2014

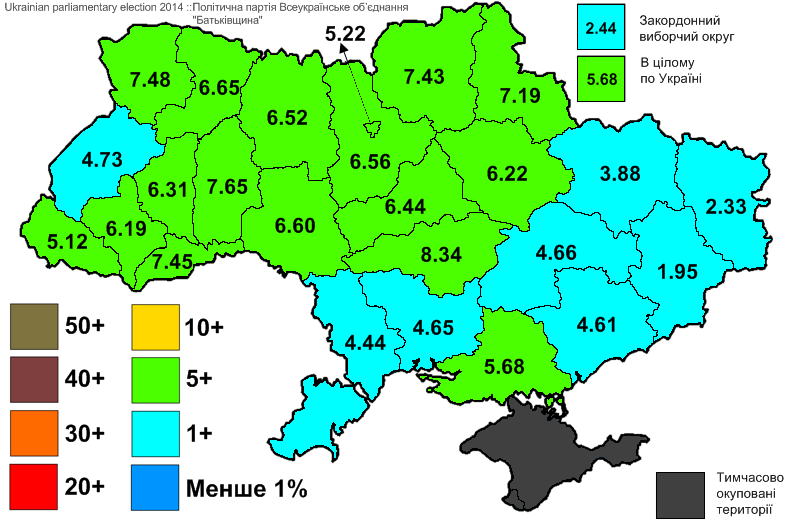
Результати виборів 2014 року

22 вересня 2014 року Центральна виборча комісія зареєструвала партію «Батьківщина» в загальнонаціональному багатомандатному виборчому окрузі на позачергові вибори Верховної Ради. Комісія виключила зі списку партії 7 громадян через відсутність їхніх заяв про згоду балотуватися депутатами. Всього до списку партії включено 216 кандидатів.
Значна частина членів партії, зокрема Яценюк, Аваков, Княжицький, Турчинов, Денісова та інші відмовилися йти на вибори в складі партії, а створили партію «Народний фронт».
У підсумку на виборах до ВРУ 2014 року «Батьківщина» отримала у Верховній Раді України VIII скликання 17 депутатських місць за партійними списками і ще два мандати за мажоритарними округами. Партія набрала 894 837 голосів (5,68 %).
6 вересня 2016 року після виборів у мажоритарних округах до фракції приєдналися депутати Руслан Богдан та Юрій Одарченко.
15 грудня 2016 року з фракції було виключено Надію Савченко.

### Парламентська діяльність 2014—2018
У парламенті партія відстоює мораторій на продаж сільськогосподарської землі і підтримку малих фермерських господарств.
Одним із пріоритетів діяльності партії є покращення соціального захисту населення, підвищення соціальних стандартів.
Партія виступає за зниження тарифів на комунальні для населення, вважаючи їх штучно завищеними.
21 квітня 2015 року Тимошенко ініціювала створення робочої групи щодо перевірки обґрунтованості тарифів на комунальні послуги. 23 травня 2016 — за ініціативи партія запустила сайт «Справедливі тарифи», матеріали якого роз'яснюють необхідність встановлення адекватних тарифів на газ для населення.
Партія виступає за боротьбу з корупцією, зокрема з офшорами, незалежність антикорупційних органів, виступає проти продажу і приватизації стратегічно важливих для держави об'єктів.

### Місцеві вибори 2015
За результатами ЦВК на місцевих виборах 2015 року партія отримала друге місце. Партію у місцевих радах мали представляти 8,016 депутатів, 369 — сільських селищних та міських голів. Партія збільшила свій результат в 2,5 раза в порівнянні з парламентськими виборами 2014 року.

### Місцеві вибори 2016—2017
У 2016—2017 роках в Україні відбулися місцеві вибори до об'єднаних територіальних громад (ОТГ). За підсумками 4-х найбільших хвиль місцевих виборів «Батьківщина» посіла перше місце серед політичних партій (за кількістю депутатів, обраних до місцевих рад).
За даними Центральної виборчої комісії України на виборах до місцевих рад 11 грудня 2016 року «Батьківщина» набрала 14,34 % (120 депутатів); 18 грудня 2016 року — 16,17 % (515 депутатів); 30 квітня 2017 року — 17,99 % (197 депутатів); 29 жовтня 2017 року — 20,33 % (901 депутат).

### Парламентські вибори 2019

Результати партії за округами

До передвиборчого списку ВО «Батьківщина» увійшли:
1. Юлія Тимошенко,
2. Сергій Соболєв, перший заступник,
3. Сергій Тарута, голова ради директорів компанії «Індустріальний союз Донбасу», колишній голова Донецької ОДА та керівник партії «Основа»[89]
4. Валентин Наливайченко, колишній керівник СБУ, засновник партії «Громадсько-політичний рух Валентина Наливайченка „Справедливість“»
5. Олена Кондратюк[90].
6. Іван Кириленко,
7. Андрій Кожем'якін,
8. Григорій Немиря,
9. Сергій Власенко,
10. Валерій Дубіль,
11. Олександр Абдуллін,
12. Іван Крулько,
13. Анжеліка Лабунська,
14. Костянтин Бондарєв,
15. Михайло Цимбалюк,
16. Віталій Данилов,
17. Ольга Бєлькова,
18. Олексій Кучеренко,
19. Андрій Ніколаєнко,
20. Михайло Волинець[91][92].

«Батьківщина» набрала 8.18 % голосів та посіла третє місце по багатомандатному виборчому округу. У 18-му одномандатному виборчому окрузі переміг кандидат від «Батьківщини» Олег Мейдич.

### Місцеві вибори 2020
За результатами ЦВК партія Тимошенко ВО «Батьківщина», яка отримала 4093 депутатських мандати (12,39 %), стала однією із партії- лідерів на місцевих виборах в Україні.

### Парламентська діяльність 2019—донині
Фракція ВО «Батьківщина» у Верховній Раді IX скликання налічує 24 депутати. Голова фракції — Юлія Тимошенко, перший заступник — Сергій Соболєв. Фракція створена 29 серпня 2019 року.
29 серпня 2019 року Олена Кондратюк була призначена заступницею голови Верховної Ради. За це проголосувало 318 народних депутатів.
Першого дня роботи Верховної Ради 9-го скликання фракція «Батьківщина» підтримала законопроєкт про зняття депутатської недоторканності.
13 листопада 2019 року, після того, як Верховна Рада у першому читанні ухвалила законопроєкт № 2178-10 «Про внесення змін до деяких законодавчих актів України щодо обігу земель сільськогосподарського призначення», який передбачає скасування мораторію на продаж землі в Україні з 1 жовтня 2020 року, фракція «Батьківщина» перейшла в опозицію до влади.
У парламенті партія виступає проти продажу сільськогосподарської землі та стратегічних підприємств, підвищення тарифів на житлово-комунальні послуги для населення.
18 листопада 2019 року лідер фракції «Батьківщина» Юлія Тимошенко звернулася до Конституційного суду України з проханням розглянути подання щодо законопроєкту про «ринок землі».
Юлія Тимошенко, Іван Крулько та депутати інших фракцій ініціювали створення тимчасової слідчої комісії щодо перевірки заяв ексголови Міністерства фінансів України Ігоря Уманського про втрати бюджету від податкових схем. Головою ТСК було обрано Івана Крулька.
Народні депутати фракції «Батьківщина» — Валентин Наливайченко, Михайло Волинець, Олексій Кучеренко та Андрій Ніколаєнко — ініціювали створення парламентської ТСК щодо розслідування енергетичної кризи в Україні.
У листопаді 2020 року партія Тимошенко підтримала всеукраїнську акцію «SaveФОП», зареєструвавши законопроєкт № 3853-2 про спрощення системи оподаткування для малого бізнесу. Тимошенко підписала з громадським рухом «SaveФОП» меморандум про взаємодію та співпрацю.
1 березня 2021 року партія «Батьківщина» вимагала внести на розгляд парламенту проєкт закону про заборону імпорту електроенергії з Росії та Білорусії, оскільки це загрожує національній безпеці країни.
2 травня 2021 року «Батьківщина» вимагала від президента Володимира Зеленського припинити тиск на органи місцевого самоврядування, зокрема на мера Черкас Анатолія Бондаренка та інших мерів, які продовжують боротися з епідемією.
З червня 2021 року партія бере участь у Всеукраїнських народних віч щодо проведення референдуму проти продажу землі сільськогосподарського призначення.
У жовтні фракція «Батьківщина» зареєструвала законопроєкт № 4680 щодо направлення на потреби громадян України газу вітчизняного видобутку.
28 вересня 2021 року фракція «Батьківщина» зареєструвала у Верховній Раді проєкт постанови про створення тимчасової слідчої комісії з дослідження діяльності НАК «Нафтогаз України» та розслідування критичної ситуації у сфері тарифоутворення, що склалася внаслідок дій посадових осіб цієї компанії.
18 жовтня 2021 року фракція «Батьківщина» оголосила вимогу до влади запровадити надзвичайний стан в енергетиці та запропонувала план невідкладних заходів, які дозволять уникнути кризи та спокійно пройти країні опалювальний сезон.
«Батьківщина» не голосувала за призначення головою Верховної Ради представника від «Слуги народу» Руслана Стефанчука.
22 листопада 2021 року «Батьківщина» запропонувала ВР утворити Тимчасову слідчу комісію, щоб розслідувати діяльність «Нафтогазу» та встановлені тарифи.
27 січня 2022 року Верховна Рада ухвалила постанову, ініційовану народними депутатами з фракції «Батьківщина», про створення Тимчасової слідчої комісії для перевірки фактів можливих корупційних дій, що спричинили значні втрати дохідної частини держбюджету, зокрема внаслідок діяльності НАК «Нафтогаз України». Лідер фракції Тимошенко увійшла до складу цієї ТСК.

## Молодіжне крило
«Батьківщина Молода» є молодіжним крилом партії. Її створено 2007 року, вона має осередки в усіх областях України і входить до Міжнародного Союзу Молодих Демократів (IYDV, з 2009 року) та молоді Європейської народної партії (YEPP, з 2011 року). Головою організації є Сергій Митрофанський.